# Martin Stange

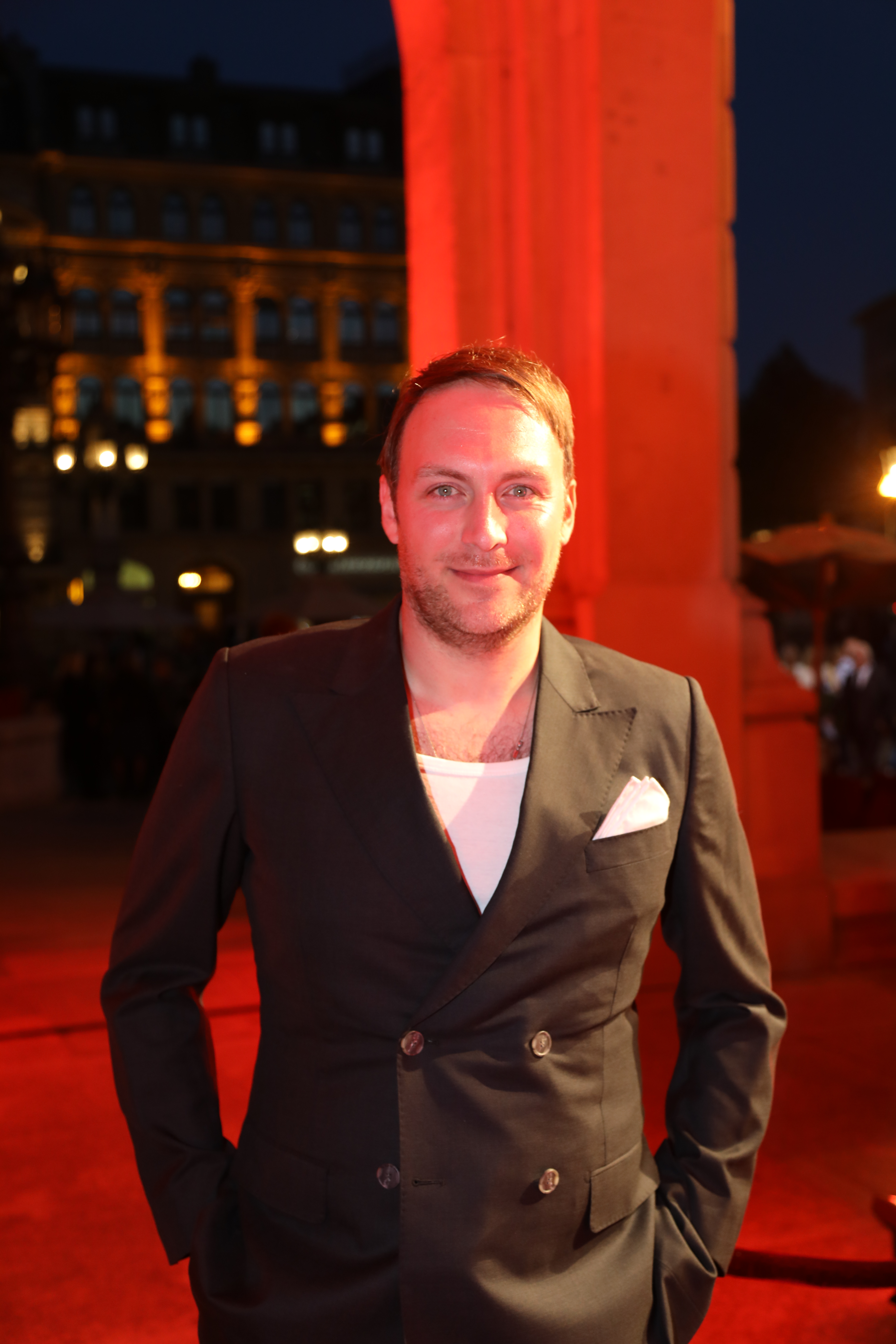
Martin Stange (2018)

Martin Stange (* 16. Januar 1983 in Peine) ist ein deutscher Schauspieler. Er wurde vor allem bekannt durch die Fernsehserie Gute Zeiten, schlechte Zeiten.

## Leben
Stange wuchs in seiner Geburtsstadt Peine in Niedersachsen auf. Im Kindergartenalter nahm er mit Rolf Zuckowski Lieder auf und ging mit ihm auf Tournee. Nach Beendigung des Gymnasiums und Umzug nach Berlin absolvierte er eine Schauspielausbildung und parallel dazu ein Studium der Medienwissenschaften.
Er spielte von 2009 bis 2012 in Gute Zeiten, schlechte Zeiten, außerdem unter anderem in der Amazon-Prime-Serie Hanna (2019), in dem Spielfilm Borga (2021) sowie im Spielfilm Rabiye Kurnaz gegen George W. Bush (2022) von Regisseur Andreas Dresen, der im Wettbewerb der 72. Berlinale lief. Außerdem ist er in der deutschen Netflix-Erfolgsserie Kleo in Episode 1 („Big Eden“) als „Wolfgang Michalzik“ zu sehen.
Stange wohnt in Berlin und London.